# Pyrgomorpha granulata
Pyrgomorpha granulata är en insektsart som beskrevs av Carl Stål 1875. Pyrgomorpha granulata ingår i släktet Pyrgomorpha och familjen Pyrgomorphidae. Inga underarter finns listade i Catalogue of Life.